# Vorinkakultur
Als Vorinkakulturen oder Präinkakulturen werden die Zivilisationen auf dem Gebiet des heutigen Peru bezeichnet, die vor den Inkas und ihrem Inkareich des 12. bis 16. Jahrhunderts lebten. Trotz der Unterschiede, die zwischen diesen Kulturen bestanden, hatten sie Gemeinsamkeiten in Landwirtschaft, Nahrung, Kleidung, Religion, der sozialen Organisation sowie ihrer Kunst. Zu den Vorinkakulturen zählen: 
- Wari-Kultur (auch als Huari-Kultur bekannt)
- Pukara-Kultur
- Tiwanaku-Kultur (benannt nach der Ruinenstätte Tiwanaku)
- Huanca-Kultur
- Virú-Kultur

## Nach Regionen

### Nordküste
- Aspero (ca. 3000 – 2000 v. Chr.)
- Huaca Prieta (ca. 3100 – 1500 v. Chr.)
- Caral-Kultur, benannt nach der Siedlung Caral (ca. 3000 – 1200 v. Chr.)
- Chavin-Kultur (benannt nach der archäologischen Stätte Chavín de Huántar) (ca. 850 – 200 v. Chr.)
- El Paraíso (ca. 2000 – 1000 v. Chr.)
- Cerro Sechin (ca. 2000 – 1000 v. Chr.)
- Sechin Alto (ca. 1800 – 900 v. Chr.)
- Pampa de los Llamas - Moxeke (ca. 1800 – 900 v. Chr.)
- Cupisnique/Küsten-Chavin (1200–200 v. Chr.)
- Moche-Kultur (100 – 800 n. Chr.)
- Chimú-Kultur (1250 – 1470 n. Chr.)

### Südküste
- Garagay (ca. 1400 – 600 v. Chr.)
- Paracas-Kultur (ca. 800 v. Chr. – 100 n. Chr.)
- Nazca-Kultur (ca. 150 v. Chr. – 600 n. Chr.)
- Lima-Kultur (ca. 0 – 800 n. Chr.)
- Pachacámac (ca. 0 – 1470 n. Chr.)
- Huari (ca. 600 – 1100 n. Chr.)
- Chincha (ca. 950 – 1470 n. Chr.)

### Nördliches Hochland
- La Galgada (ca. 2900 – 1800 v. Chr.)
- Kotosh (ca. 2000 – 1000 v. Chr.)
- Layzón / Agua Tapada (ca. 500 – 200 v. Chr.)
- Chavín de Huántar (ca. 1200 – 200 v. Chr.)
- Kuntur Wasi (ca. 1000 – 450 v. Chr.)
- Chachapoya (ca. 800 – 1570 n. Chr.)

### Südliches Hochland
- Yaya-Mama (ca. 1400 v. Chr. – 300 n. Chr.)
- Wankarani (ca. 1200 v. Chr. – 200 n. Chr.)
- Huari (ca. 500 – 1000 n. Chr.)

### Titicaca-Becken
- Pukara-Kultur (ca. 200 v. Chr. – 200 n. Chr.)
- Tiwanaku-Kultur (ca. 500 – 1100 n. Chr.)